# Crema (colore)
Crema è il colore della crema pasticcera. Si tratta di una tonalità di giallo molto chiara, quasi tendente al bianco.